# Aphaniosoma corniger
Aphaniosoma corniger är en tvåvingeart som beskrevs av Ebejer 2007. Aphaniosoma corniger ingår i släktet Aphaniosoma och familjen gulflugor. Inga underarter finns listade i Catalogue of Life.